# Мемориальный дом-музей А. Э. Тюлькина
Мемориа́льный дом-музе́й А. Э. Тюлькина — музей в городе Уфе, расположенный в доме, в котором жил художник Александр Эрастович Тюлькин. Музей является филиалом Башкирского государственного художественного музея им. М. В. Нестерова в Уфе.

## История и описание
Дом, в котором жил А. Э. Тюлькин, приобретён им для проживания в 1922 году. Дом расположен на крутом берегу реки Белая в Уфе.
В доме 10 января 1989 года основан музей художника благодаря дару вдовы А. Э. Тюлькина А. Н. Михайловой — дому с мемориальными предметами и произведениями А. Э. Тюлькина. Решение о даре было принято А. Н. Михайловой после юбилейных торжеств, проходивших в Уфе в августе 1988 года в связи со 100-летием со дня рождения А. Э. Тюлькина, в том числе выставки его произведений в БГХМ им. М. В. Нестерова. Дар оформлен официальной дарственной А. Н. Михайловой на имя МК БАССР. Дом-музей А. Э. Тюлькина открыт 18 мая 1994 года в статусе филиала Башкирского государственного художественного музея им. М. В. Нестерова.
А. Э. Тюлькин жил и работал в этом доме с 1922 года до конца жизни. Дом был своеобразным центром художественной жизни Уфы: в нём собирались художники, писатели, поэты, музыканты, актёры, педагоги, велись разговоры об искусстве, читались стихи, звучала музыка. А. Э. Тюлькин называл свой дом «маленьким кусочком пространства, принадлежащим мне». Здесь он создал практически все свои произведения, хранящиеся сегодня в Башкирском государственном художественном музее им. М. В. Нестерова, Государственной Третьяковской галерее и Государственном музее искусства народов Востока в Москве, Государственном Русском музее (Санкт-Петербург), Омском музее изобразительных искусств им. М. А. Врубеля, Государственном музее изобразительных искусств РТ (Казань), других музеях России.
Кроме дома на ул. Волновая у Тюлькиных была квартира в Уфе на ул. Благоева.

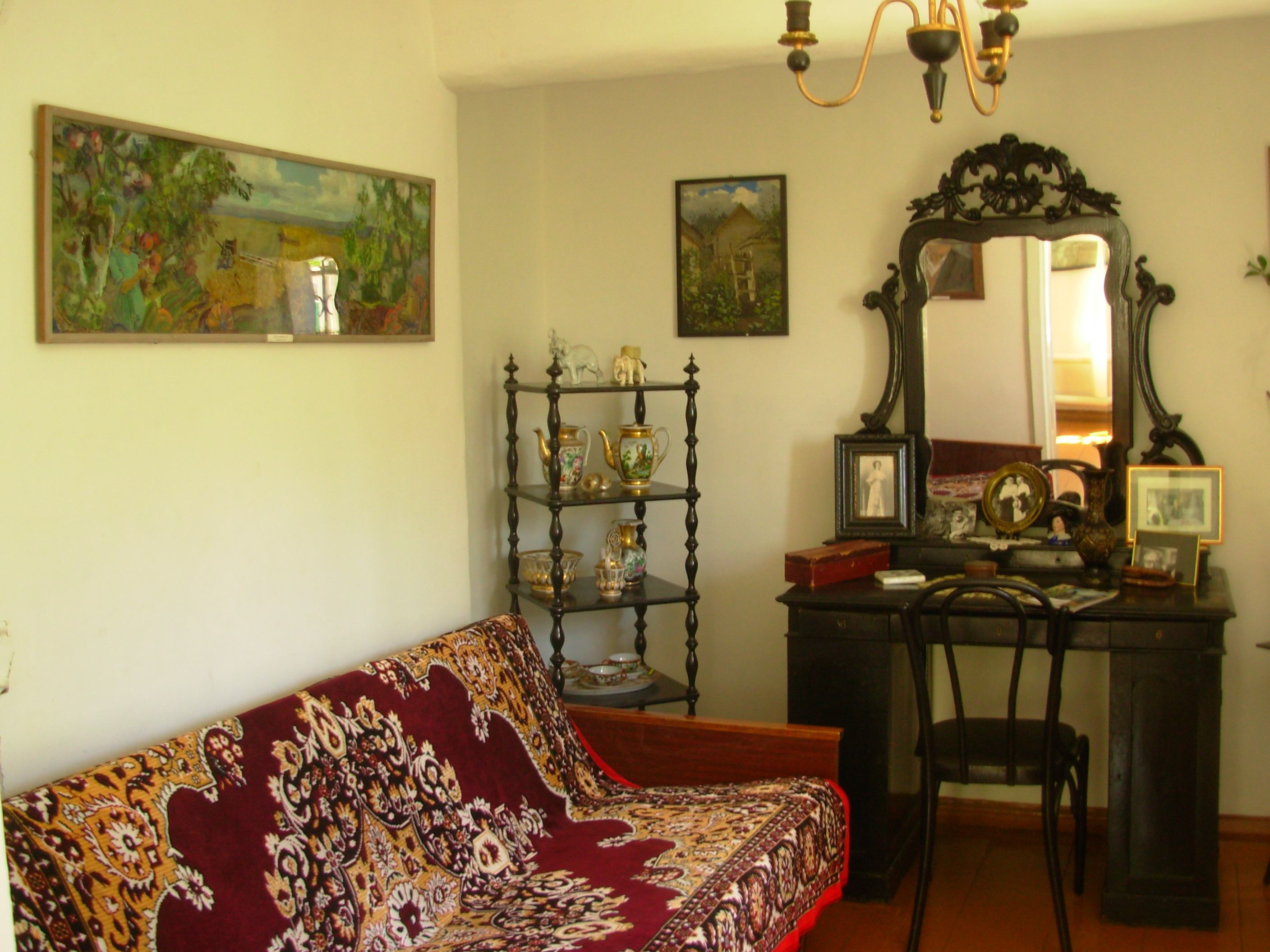
В доме-музее А. Э. Тюлькина

В экспозиции дома-музея — живопись А. Э. Тюлькина, предметы мемориального значения (мебель, рояль, произведения ДПИ, фотоматериалы, личные вещи А. Э. Тюлькина). Помимо постоянной экспозиции, экспонируются выставки произведений художников РБ, детского и юношеского художественного творчества, проводятся экскурсии, музыкальные и поэтические вечера, творческие встречи с художниками.
Дом окружает сад, где растут яблоня и сирени, посаженные Тюлькиным, стоит скульптура девушки и откуда открывается чудесный вид на город и реку Белая.
Первым директором дома-музея А. Э. Тюлькина был Пахомов Николай Александрович. В 2002 году его ненадолго сменил певец Геннадий Васильевич Валяев. В настоящее время заведующий музея — Рябцев Владимир Михайлович, живописец, член Союза художников РБ и РФ.
Здание является памятником истории и памятником архитектуры начала XX века.
При строительстве Здания правительства в Уфе дом собирались снести, как это сделали с домом М. Нестерова. Общественность и художники Уфы выступила против снесения дома и за создание там музея художника.
Общая площадь музея — 112 м², экспозиционная площадь — 68 м², фондовая — 6 м². В фондах музея 103 единиц хранения.